# 透明薄膜トランジスタ
透明薄膜トランジスタ（とうめいはくまくトランジスタ、Transparent Thin Film Transistor, TTFT）は、近年になって活発に研究開発が行われるようになった薄膜トランジスタ（TFT）の1種。可視光（波長：360nm~830nm）を透過する（要は目で見るには透明）のが特徴。
通常の半導体はバンドギャップが狭いため（Siで1.12eV）、光子（photon）が原子の格子内に飛び込んだ場合、比較的長い波長のものであっても電子が吸収し、conduction bandに励起される。しかしZnO（Zinc oxide）、ITO（Indium Tin Oxide）等をはじめとした素材ではバンドギャップが広く（ZnOで3.35[eV]）、前述のSiでは吸収されてしまう波長の光子でも吸収されずに透過する（実際はZnOでは波長300nm~1300nmの範囲では80%以上が透過する）。このため、透明なトランジスターを構成する事が可能となった。
近年活発に開発が行われているのは有機素材を用いたもの、また非有機素材ではZnO等の簡単なバイナリー構成のものから、1996年に東京工業大学の研究グループによって発表されたHMC(Heavy Metal Cation)と呼ばれる重金属原子を用いた酸化物による構成のもの（2種以上、近年は3種類の重金属原子が用いられる）に至るまで様々である。一番簡単な構成のZnOを用いたTTFTはオレゴン州立大学（Oregon State University）の研究グループによって2003年に、2006年1月にはイリノイ大学アーバナ・シャンペン校（University of Illinois, Urbana-Champaign）の教授陣がカーボンナノチューブを用いたもの、同年10月にはノースウェスタン大学の研究フループが有機素材を絶縁膜に用いた非有機素材ベースのTTFTを発表している。
基本的に非有機素材ではその応用用途が曲げられるものに焦点を合わせているのと、基盤素材が通常のSi等に比べて低耐熱の素材（プラスチックなど）を使っているため、プロセス中で高温を必要とする結晶構造のものは用いられず、低温で構成可能なアモルファス状態のものが中心に研究されている。
非有機素材と有機素材ベースのTTFTを比較した場合、有機ベースはプロセスが簡単で素材が柔軟性に富んでいるのに対し、非有機ベースは柔軟性に欠けるものの電子の移動度が高いという特徴がある。